# Le Grand-Madieu
Le Grand-Madieu är en kommun i departementet Charente i regionen Nouvelle-Aquitaine i västra Frankrike. Kommunen ligger  i kantonen Saint-Claud som ligger i arrondissementet Confolens. År 2022 hade Le Grand-Madieu 154 invånare.

## Befolkningsutveckling
Antalet invånare i kommunen Le Grand-Madieu
Referens:INSEE